# Giulio Corradi
Giulio Corradi (Lavarone, 14 maggio 1951) è un ex sciatore alpino italiano.

## Biografia
Sciatore polivalente, Corradi fece parte della nazionale italiana negli anni 1970 e in Coppa del Mondo ottenne l'unico piazzamento a punti il 7 febbraio 1971 a Mürren in slalom speciale (10º); in Coppa Europa vinse la classifica di slalom speciale e fu 4º in quella generale nella stagione 1971-1972 e vinse nuovamente la classifica di slalom speciale e fu 3º in quella generale nella stagione 1973-1974, suo ultimi risultati agonistici internazionali. Non prese parte a rassegne olimpiche e non ottenne piazzamenti ai Campionati mondiali; cessata l'attività agonistica ha intrapreso quello di maestro di sci.

## Palmarès

### Coppa del Mondo
- Miglior piazzamento in classifica generale: 53º nel 1971

### Coppa Europa
- Miglior piazzamento in classifica generale: 3º nel 1974[4]
- Vincitore della classifica di slalom speciale nel 1972[3] e nel 1974[4]

### Campionati italiani
- 4 medaglie[6]:
  - 2 argenti (slalom speciale nel 1971; combinata nel 1974)
  - 2 bronzi (slalom speciale nel 1970; discesa libera nel 1974)